# Futoshi Nishiya
Futoshi Nishiya (西屋 太志, Nishiya Futoshi) est un animateur et character designer de séries et films d'animation japonaise né en 1981 ou 1982 et mort le 18 juillet 2019 dans l'incendie criminel de Kyoto Animation. Travaillant pour le studio Kyoto Animation, il est à l'origine du chara-design des séries Nichijō, Hyōka et Free! et des films Silent Voice et Liz et l'Oiseau bleu. 

## Filmographie

### Character-designer
- 2011 : Nichijō (日常, Nichijō?) (série télévisée)
- 2012 : Hyōka (氷菓, Hyōka?) (série télévisée)
- 2013 : Free! (série télévisée)
- 2014 : Free! - Eternal Summer (série télévisée)
- 2016 : Silent Voice (映画聲の形, Eiga koe no katachi?) (film)
- 2018 : Liz & l'Oiseau bleu (ズと青い鳥, Rizu to aoi tori?) (film)
- 2018 : Free! - Dive to the Future (série télévisée)